# 多松
多松，是西班牙加利西亚自治区蓬特韦德拉省的一个市镇。 总面积74平方公里，总人口1710人（2001年），人口密度23人/平方公里。